# Вуки, Джейкоб
Джейкоб Вуки (англ. Jacob Wukie; 11 мая 1986, Массиллон, штат Огайо, США) — американский стрелок из лука, серебряный призёр Олимпийских игр в Лондоне по стрельбе из лука в командном первенстве. Увлекается охотой, рыбалкой, настольным теннисом.